# Rind Å
Rind Å er en ca. 20 km lang å, der løber sydvest og syd for Herning i Herning Kommune. Den har sit udspring Tanderup Kær ved østenden af Haunstrup Brunkulslejer, hvorfra den løber mod øst, frem til området syd for Herning, hvor den mod nord løbende Herningsholm Å har sit udspring, men her drejer den mod sydøst til Rind Kirke. Lidt syd for kirken får den tilløb fra øst, fra Fjederholt Å der kommer fra egnen omkring Isenvad. Den fortsætter mod syd, ved østsiden af de store plantager Jyndevad, Høgildgård og Birkebæk Plantage. Ca. 2 km nord for Arnborg får Rind Å tilløb fra øst af Søby Å, der kommer fra Søby Sø og Søby Brunkulslejer. Ved Arnborg svinger åen mod sydvest, og løber sammen med Skjern Å ca. 1 km vest for Arnborg Kirke.
Kort før sammenløbet med Skjern Å ligger indløbet til Store Skjern Å Kanal (kaldes også Dalgaskanalen og Skjern Å Nørrekanal), der reguleres ved et stemmeværk lige efter sammenløbet, ca 200 meter efter kanalindløbet.
Rind Å er en vandrig å, med en stabil vandføring, og trods to dambrug og tilløb fra brunkulslejerne ved Søby er forureningen begrænset på det nedre løb. Der er en rig insektfauna langs åen og i den en bestand af stalling.

## Naturbeskyttelse
- Ved sammenløbet af Skjern Å og Rind Å, hvor kanalen starter, er et 29 ha stort område fredet i 1973.[2]
- Ved sammenløbet med Fjederholt Å er 131 ha fredet 1973, og lige syd derfor blev 10 ha ved Kideris Mølle fredet i 1975.
- Det nederste stykke, fra Arnborg til sammenløbet, er en del af Natura 2000 område nr. 68 Skjern Å [3].

## Eksterne kilder og henvisninger
1. ↑  Om Rind Å på Den Store Danske
2. ↑  Om kanalen og fredningen på Danmarks Naturfredningsforenings webside.
3. ↑  Om naturplanen Arkiveret 9. januar 2012 hos  Wayback Machine på Naturstyrelsens websted

56°0′14.74″N 8°58′24.95″Ø / 56.0040944°N 8.9735972°Ø